# Xitle

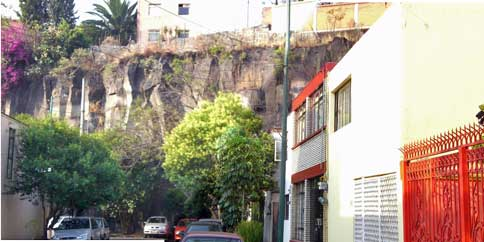
Zabudowania u podnóża Xitle

Xitle (z języka nahuatl xictli „pępek”) – niewielki wulkan w pobliżu miasta Meksyk o wysokości około 3100 m n.p.m. Ma formę stożka utworzonego z popiołu wulkanicznego i żużlu, o nachyleniu zboczy pomiędzy 30° a 40°.
Ostatni wybuch w II w. zniszczył doszczętnie starożytne miasto Cuicuilco, co doprowadziło do rozproszenia się ludu Cuicuilco i rozprzestrzenienia się ich kultury.